# Katolička Crkva u Moldaviji
Katolička Crkva u Moldaviji je dio svjetske Katoličke Crkve, pod duhovnim vodstvom pape i rimske kurije.

## Povijest
Današnji teritorij Moldavije priključen je 1227. milkovačkoj dijecezi koju je oformio papa Grgur IX. Poslije mongolske invazije ova biskupija prestaje s radom. Papa Urban V. osniva biskupiju Seret 1370. godine, u koju je također ulazila i Moldavija. Do osnivanja biskupije Baie dolazi 1413. godine, koja prestaje s radom početkom 16. stoljeća. Početkom 19. stoljeća, Moldavija postaje moravski apostolski vikarijat. Papa Leon XIII. osniva 27. travnja 1883. iaşku biskupiju u Rumunjskoj, koja je uglavnom obuhvatala i današnju oblast Moldavije. U biskupiji su aktivno djelovali isusovci koji su osnovali veliki broj religijskih, školskih i karitativnih ustanova. Sjeverna Moldavija je bila dio biskupije Kamenetz-Podolsk. Poslije konkordata između Vatikana i Ruskog carstva 1848. godine, dolazi do osnivanja biskupije u Tiraspolu, čije sjedište je bilo prvo u Hersonu, a kasnije seli u Tiraspol. Zbog Krimskog rata (1853. – 1856.), sjedište biskupije premješta se u Saratov, koja je osnovana poslije tiraspolskog dekanata a u nju je ulazila i današnja Moldavija.
Teritorijem Moldavije poslije 1917. godine upravlja biskupij iz Iaşija. Tijekom Drugog svjetskog rata Moldavija postaje dio transnistrijske biskupije. U Sovjetskom Savezu, rad Crkve je bio ograničen. Moldavijske katoličke župe od 1945. pripadale su nadbiskupiji u Rigi. Poslije 1979., u Moldaviji je djelovala samo jedna katolička crkva u Chişinău, smještena na lokalnom groblju, a 1979. sovjetske vlasti zabranjju rad posljednjem katoličkom svećeniku u Moldaviji. Nastankom neovisne Moldavije, 28. listopada 1993. dolazi do osnivanja Apostolske administracije Moldavije koja se 27. listopada 2001. transformira u biskupiju pod direktnom podređenosti Vatikanu. Prvi biskup biskupije u Chişinău je Anton Coșa.

## Statistike
Oko 0.5% ukupnog stanovništva Republike Moldovije (oko 20 000 osoba) se izjašnjavaju kao katolici, a u državi djeluje s radom samo jedna biskupija sa sjedištem u glavnom gradu Chişinău. Trenutno u 13 župa djeluje s radom 11 dijecezanskih i 13 običnih svećenika, 22 redovnika i 43 časne sestre iz različitih redova. U biskupiji se tiska mjesečnik Dobar savjet. Moldavski biskup, Anton Coșa, je rođen u Rumunjskoj.

## Vanjske poveznice
- Službena stranica
- Diocese of Chişinău on Catholic Hierarchy